# Museu Nacional de Arte Islâmica de Racada

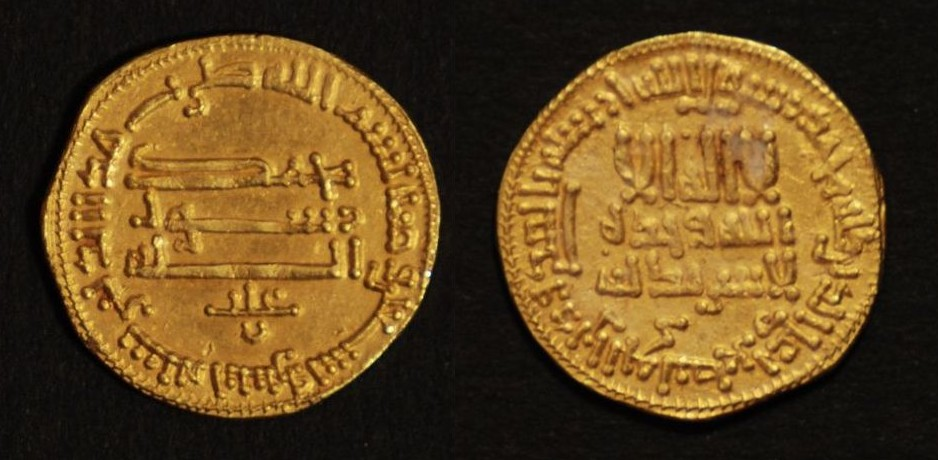
Dinar de ouro aglábida de 808, cunhado durante o reinado de, parte do acervo do Museu de Racada

O Museu Nacional de Arte Islâmica de Racada (em francês: Musée national d'art islamique de Raqqada) é um museu especializado em artes do Islão medieval situado a alguns quilómetros de Cairuão, Tunísia, no sítio arqueológico de Racada, a antiga capital do Emirado Aglábida nos séculos IX e X. Abriu ao público em 1986 e ocupa um antigo palácio presidencial construído na década de 1960. Alberga obras provenientes de Cairuão e das antigas cidades reais e Racada e Mançoria (esta última foi capital do Califado Fatímida no século X.

## Descrição
A sala de entrada do museu é dedicado à Grande Mesquita de Cairuão e apresenta uma reprodução do seu mirabe bem como de uma maqueta do conjunto do monumento.
Na sala seguinte estão expostas peças de cerâmica datadas do período em que Racada era habitada (séculos IX e X). Há também uma secção de coleções numismática que reúnem moedas de diversas épocas que ilustram a história económica da Ifríquia ao longo de mais de seis séculos. A coleção mais importante do museu é a dos alcorões caligrafados, um conjunto excecional de manuscritos e fólios que pertenciam originalmente à Grande Mesquita de Cairuão. Entre as joias desta coleção figuram fólios do Alcorão Azul datados do século X.